# Julian Edwin Zachariewicz

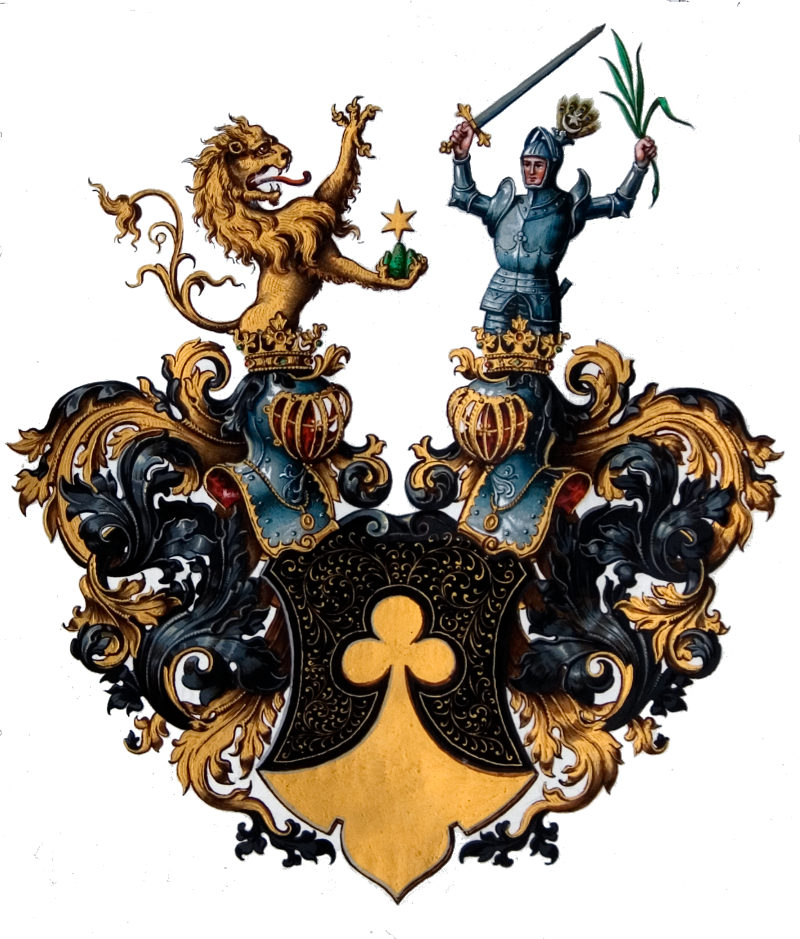
Herb rodu Zachariewiczów (z dyplomu nadania szlachectwa Julianowi Oktawianowi, austriackie szlachectwo II stopnia, z tytułem „Ritter” i predykatem „von Lwigród”)

Julian Edwin Zachariewicz (ur. 10 lutego 1883 we Lwowie, zm. zimą 1939/1940 w niemieckim obozie) – polski literat, nauczyciel i filozof.

## Życiorys
Rodzicami jego byli znany lwowski architekt, rektor Szkoły Politechnicznej Julian Oktawian Zachariewicz i Ludwinia Zachariewicz z d. Sidorowicz. Przyjął chrzest w Kościele ewangelicko-augsburskim 19 maja 1883 r., ale 20 czerwca 1899 r. dokonał konwersji do Kościoła rzymskokatolickiego, o czym zaświadcza odpis świadectwa chrztu wystawiony w parafii w Chyrowie.
Uczęszczał do szkoły normalnej im. św. Marii Magdaleny we Lwowie, a następnie przez 3 lata uczył się w IV gimnazjum we Lwowie. Następnie przeniósł się do jezuickiego Zakładu Naukowo-Wychowczego w Chyrowie, gdzie zdał maturę w roku 1903.
Studia rozpoczął na Wydziale Prawa na Uniwersytecie Lwowskim w 1903 r., w 1905 r. przeniósł się na Wydział Filozoficzny (we Lwowie studiował 3 semestry). W tym samym roku wyjechał do Berlina, gdzie na Uniwersytecie Fryderyka Wilhelma (ob. Uniwersytet Humboldtów) studiował filozofię, literaturę niemiecką, literaturę polską, biologię i teologię. Przez krótki czas studiował również w Krakowie, Jenie i Lipsku.
Do końca I wojny światowej zamieszkiwał głównie w Charlottenburgu (obecnie dzielnica Berlina). W latach dwudziestych XX w. zamieszkał we Lwowie. Pracował jako literat i dziennikarz, od roku szkolnego 1930/1931 rozpoczął pracę jako nauczyciel kontraktowy w Państwowym Gimnazjum w Trembowli. W 1932 roku uzyskał doktorat z filozofii w Uniwersytecie Jana Kazimierza we Lwowie na podstawie rozprawy „Adam Mickiewicz, Polska i Stany Zjednoczone Ameryki”. W 1933 r. uzyskał państwowe uprawnienia do nauczania „języka polskiego jako przedmiotu głównego oraz języka niemieckiego jako przedmiotu dodatkowego w szkołach średnich ogólnokształcących i seminariach nauczycielskich państwowych i prywatnych w języku wykładowym polskim i niemieckim”. W latach 1933–1938 pracował w chyrowskim gimnazjum a następnie w gimnazjum w Pelplinie.
Losy Juliana Edwina Zachariewicza w czasie II wojny światowej nie są w pełni znane. Aresztowany został w pierwszych dniach września w Pelplinie w ramach prowadzonej przez Niemców akcji eksterminacyjnej Intelligenzaktion na Pomorzu. Wiadomo tylko, że nie przeżył zimy 1939/1940, o czym zaświadcza dokument niemieckiego Czerwonego Krzyża. Poszukiwania w archiwach IPN nie pozwoliły do tej pory na wyjaśnienie okoliczności jego śmierci.

## Działalność filozoficzna
Na wczesny okres działalności filozoficznej Zachariewicza znaczny wpływ wywarł niemiecki teolog Adolf Harnack. Pierwsze publikacje miały związek z religijnymi aspektami monizmu propagowanego przez Niemiecki Związek Monistów Ernsta Haeckela (Deutscher Monistenbund). Krytyczne opracowanie na temat opublikowane na łamach „Przeglądu Polskiego”, a następnie upowszechnione pod postacią odbitki, było wielokrotnie cytowane w różnorodnych polskich opracowaniach filozoficznych.
W październiku 1920 zainicjował głośną polemikę wokół teorii względności we Lwowie. Jego kontrowersyjny artykuł pełen był błędów, nieścisłości i niedomówień. Kompetentna odpowiedź, której udzielił profesor Politechniki Lwowskiej Maksymilian Tytus Huber, z jednej strony przekonała Zachariewicza, z drugiej jednak – przyczyniła się do rozwoju interesującej polemiki filozoficznej
Julian Edwin Zachariewicz był członkiem kilku towarzystw filozoficznych: Polskiego Towarzystwa Filozoficznego, Towarzystwa im. Schopenhauera (Schopenhauer-Gesellschaft), Towarzystwa Kantowskiego (Kant-Gesellschaft).
W latach dwudziestych XX w. współpracował z czasopismem „Ruch Filozoficzny”. Zachariewicz pisał również listy do znanych intelektualistów związanych z nauką niemiecką, m.in. do Alberta Einsteina, Wilhelma Wundta czy Martina Grabmanna.
Juliana Edwina Zachariewicza można określić jako intelektualistę zajmującego się filozofią.

## Publikacje
- Zachariewicz J., Niemiecki Związek Monistów i Ernst Haeckel, „Przegląd Polski”, t. 169, 1908, s. 97–127.
- Zachariewicz J., Homer, Chrystus, Shakespeare i historyczny sceptycyzm, „Ateneum Polskie”, t. 3, 1908, s. 82–107.
- Zachariewicz J., Towarzystwo im. Schopenhauera, „Ruch Filozoficzny”, t. 3, nr 7, 1913, s. 153–158.
- Zachariewicz J., Kausale und konditionale Weltanschauung, „Archiv für systematische Philosophie”, t. 21, nr 2, 1915, s. 173–185.
- Zachariewicz J., Teorja relatywności i Albert Einstein, „Słowo Polskie”, t. 25, nr 470, 1920, s. 1–2.
- Zachariewicz J., Adam Mickiewicz, Polska i Stany Zjednoczone Ameryki, Lwów 1924[4].